# Miami Sound Machine
Miami Sound Machine или MSM — американская поп-группа, основанная в 1975 году как Miami Latin Boys, после присоединения в 1977 году солистки Глории Эстефан группа получила нынешнее название.

## Дискография
- 1977: Live Again/Renacer
- 1978: Miami Sound Machine
- 1979: Imported
- 1980: Miami Sound Machine
- 1981: Otra Vez
- 1982: Rio
- 1984: A Toda Maquina
- 1984: Eyes of Innocence
- 1985: Primitive Love
- 1987: Let It Loose (Глория Эстефан и Miami Sound Machine)
- 1989: Cuts Both Ways (дебютный студийный альбом Эстефан)